# 孔特拉济
孔特拉济（法語：Contrazy，法語發音：[kɔ̃tʁazi]）是法国阿列日省的一个市镇，属于聖日龍區。

## 地理
孔特拉济（43°3'35"N, 1°12'50"E）面积8.27 平方千米，位于法国奧克西塔尼大區阿列日省，该省份为法国西南部内陆省份，西部和北部与上加龙省接壤，东临奥德省，东南至东比利牛斯省接壤，南与安道尔和西班牙接壤。
与孔特拉济接壤的市镇（或旧市镇、城区）包括：莫沃赞德圣克鲁瓦、梅里贡、蒙塔尔迪、孟德斯鸠阿旺泰斯、库斯朗地区蒙茹瓦。

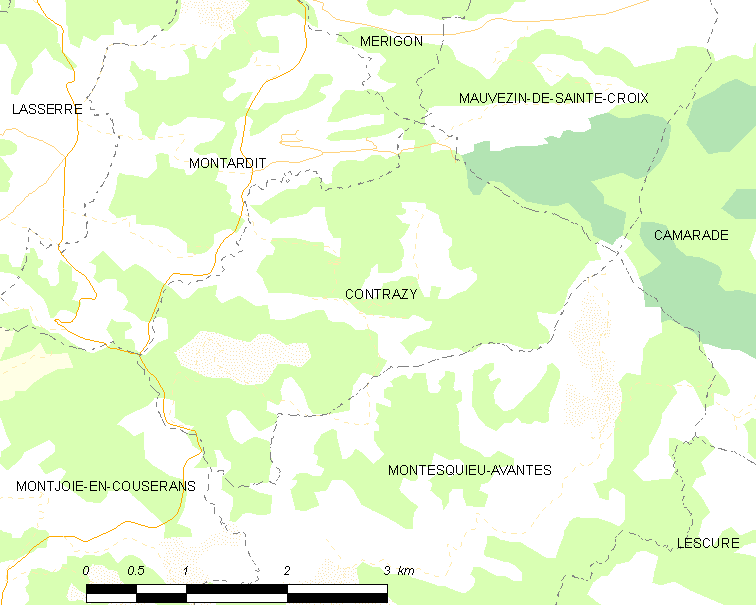
孔特拉济的OSM定位图

孔特拉济的时区为UTC+01:00、UTC+02:00（夏令时）。

## 行政
孔特拉济的邮政编码为09230，INSEE市镇编码为09098。

## 政治
孔特拉济所属的省级选区为库斯朗谷地县。

## 人口

1962-2008年间孔特拉济人口变化图示

孔特拉济于2022年1月1日时的人口数量为71人。